# Menneville, Aisne
Menneville är en kommun i departementet Aisne i regionen Hauts-de-France i norra Frankrike. Kommunen ligger  i kantonen Neufchâtel-sur-Aisne som ligger i arrondissementet Laon. År 2018 hade Menneville 511 invånare.

## Befolkningsutveckling
Antalet invånare i kommunen Menneville
Referens: INSEE